# ネレイデ (潜水艦・初代)
ネレイデ (Nereide) はイタリア海軍の潜水艦。Nautilus級。

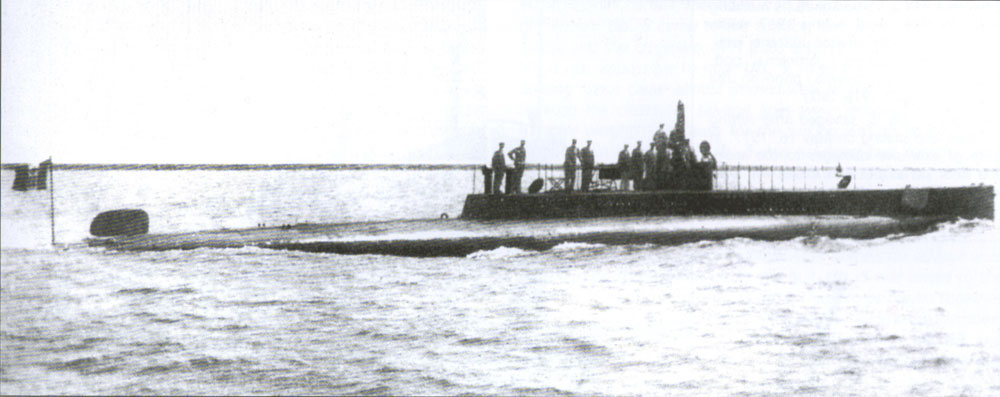

## 艦歴
ヴェネツィア海軍工廠で1911年8月1日に起工。1913年7月12日進水。1913年12月20日竣工。就役日は不明。
イタリアは第一次世界大戦に参戦後、アドリア海中央部のペラゴサ島を占領した。その後、ペラゴサ島周辺では「ネレイデ」を含むイタリアやフランスの潜水艦が哨戒にあたっていた。1915年7月24日、そのような任務に就いていた「ネレイデ」はフランス駆逐艦「Magon」を雷撃してしまったが、魚雷は外れた。ペラゴサ島周辺の潜水艦の存在はオーストリア＝ハンガリー帝国も知るところであり、8月4日に潜水艦「U5」（ゲオルク・フォン・トラップ艦長）がリッサ島からペラゴサ島へ向かった。翌日、島の南に停泊していた「ネレイデ」を発見した「U5」は魚雷2本を発射。うち1本が命中し、「ネレイデ」は沈没した。「ネレイデ」は「U5」に対して魚雷1本を発射したともいわれるが、「ネレイデ」は後に引き上げられており、その魚雷はすべて発射管内に残っていた。